# Stadtkirche Radeberg

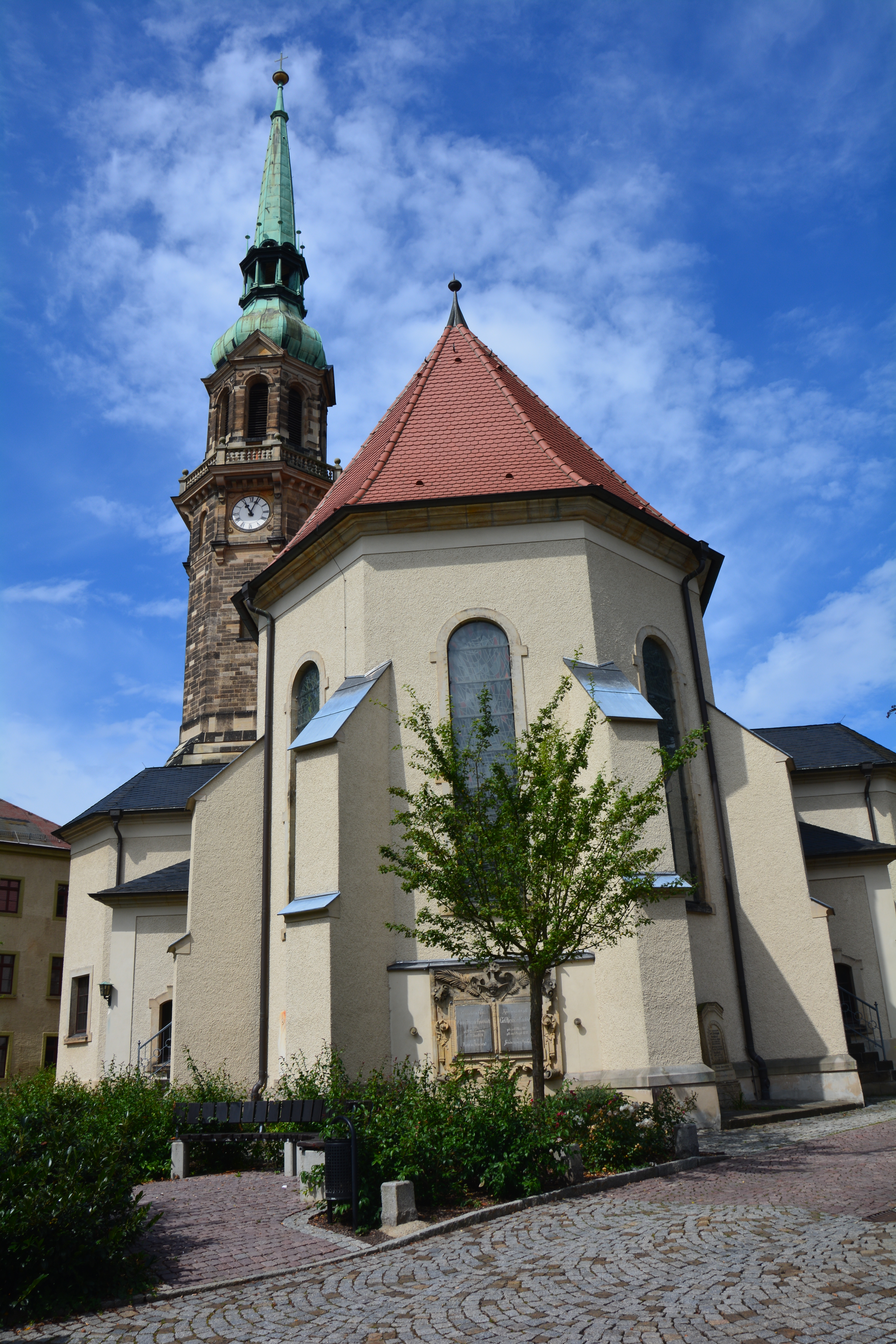
Außenansicht 2018

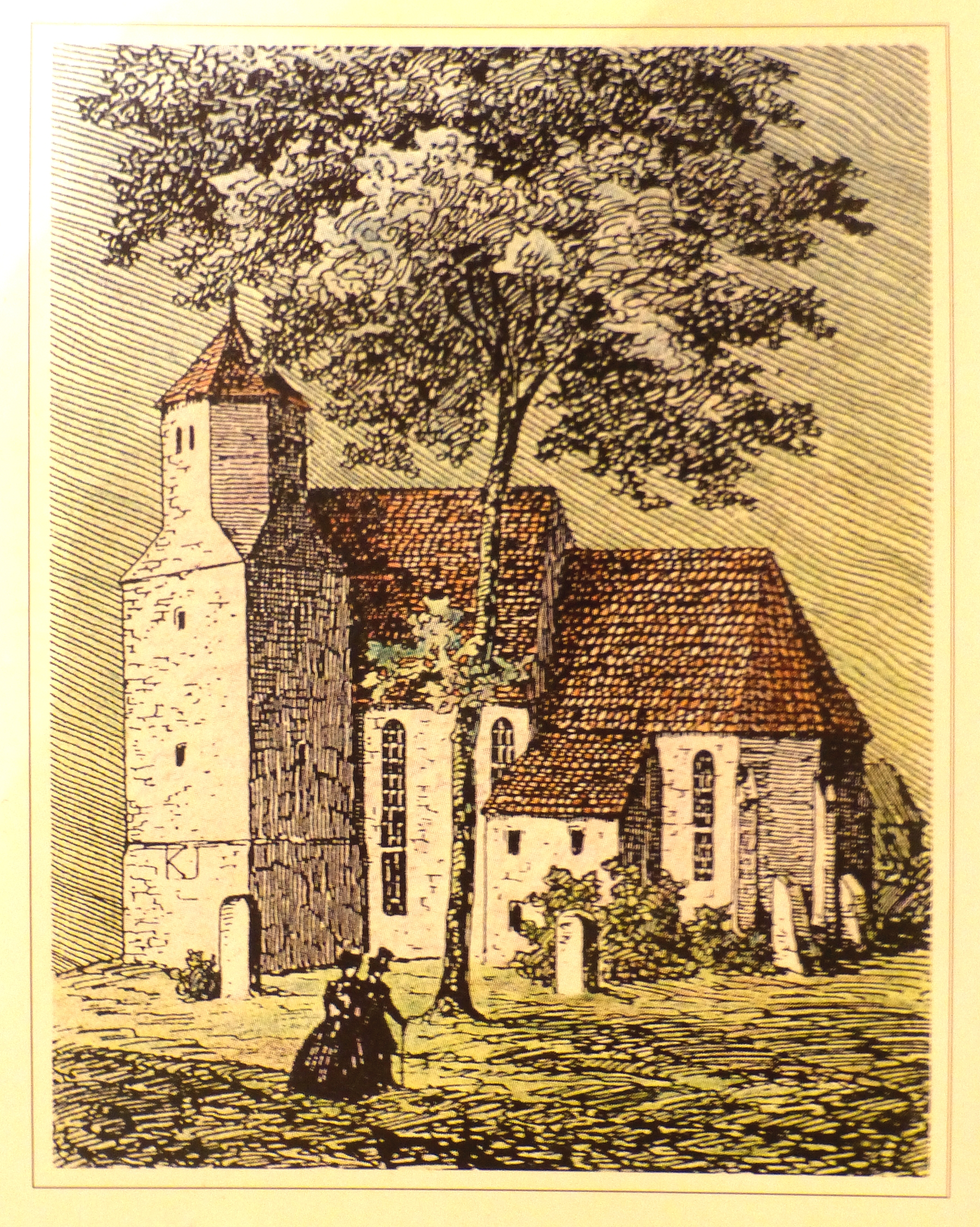
Außenansicht um 1830

Die Stadtkirche Radeberg Zum Heiligen Namen Gottes ist eine evangelisch-lutherische Kirche und befindet sich auf einer Anhöhe nahe dem Stadtzentrum Radeberg. Die Stadtkirche gehört zum  Kirchspiel Radeberger Land im Kirchenbezirk Dresden Nord der Evangelisch-Lutherischen Landeskirche Sachsens, zu dem neben Radeberg auch Liegau-Augustusbad, Großerkmannsdorf, Kleinwolmsdorf, Seifersdorf, Wachau und Schönborn gehören.

## Geschichte
Radeberg wurde erstmals 1219 urkundlich erwähnt. Um 1233 wird urkundlich ein Thimo miles de Radeberch genannt. Im Jahr 1289 ist die Burg Radeberg als castrum Radeberch infeudatum erstmals in den Urkunden aufgeführt, nachdem Heinrich III., der Erlauchte, Markgraf von Meißen, 1287 seinem jüngsten Sohn Friedrich dem Kleinen, auch Clemme genannt, neben Dresden auch Radeberg vermachte. Friedrich Clemme veräußerte dieses Erbe 1289 an König Wenzel III. von Böhmen als Lehen (infeudatum). 1303 kam Radeberg als Lehen an die Mark Brandenburg und schließlich auf Umwegen wieder an Friedrich Clemme zurück.
Markgraf Wilhelm von Meißen stiftete nach 1387 in der Burg einen Altar, der dem Heiligen Erasmus und Georg geweiht war. Die Burg wurde damit Sitz eines Erzpriesters bzw. Kaplans, denn das Städtchen Radeberg besaß noch keine Kirche.
Verwaltungsmäßig gehörte die Stadt um 1378 zum Castrum Dresden. Um 1400 wurde auch das Kirchengebäude durch Brand zerstört. Im Jahr 1412 verlieh der Markgraf von Meißen und Landgraf von Thüringen, Friedrich IV., der Friedfertige, das Stadtrecht und Weichbild. 1430 stürmten die Hussiten unter ihrem Anführer Andreas Prokop die Stadt und richteten großen Schaden an. Weitere Stadtbrände in den Jahren 1521, 1714 und 1741 richteten schwere Zerstörungen und Verwüstungen an. Dabei gingen auch das Rats- und Kirchenarchiv sowie eine ansehnliche Bibliothek mit Manuskripten und Urkunden verloren. Die noch vorhandenen Akten, Schriftstücke und Urkunden beginnen mit dem Jahr 1741. In einer fürstlichen Commissariourkunde vom Jahr 1473 wird ein Pfarrer Jurge Kuchelern in einem Rechtsstreit genannt. In einer Verordnung des Bischofs von Meißen Johannes VII. von Schleinitz vom 27. Januar 1536 sind drei Altäre der Pfarrkirche benannt, der Altar der heiligen Katharina, des heiligen Wolfgang und der Kalandsbrüder, einer Bruderschaft wohlhabender Bürger.
Die 1539 von Herzog Heinrich im gesamten Herzogtum Sachsen eingeführte Reformation ist im Rahmen einer im Juli 1539 durchgeführten Kirchenvisitation auch in Radeberg, das damals zur Superintendentur Dresden gehörte, eingeführt worden. Die Visitatoren waren die Herren Caspar von Schönberg, Rudolf von Rechenberg, Justus Jonas, Georg Spalatin und Melchior von Creutzen. Eine weitere Visitation erfolgte in der Zeit vom 20. Dezember 1539 bis 7. Juli 1540. Aus den Visitationsakten Locatnummer 10599 im Staatsarchiv ist zu entnehmen, dass nunmehr das Archidiakonat zu Radeberg aufgehoben wurde und Radeberg bis zum Jahr 1822 zur Ephorie Dresden gehörte. Ab dem Jahr 1700 sind die Radeberger Pfarrer Adjunken (Assistenten) der Dresdner Ephorie. Am 13. September 1706 zogen mächtige schwedische Armeeverbände in Radeberg ein. Schwedenkönig Karl XII. nächtigte in der Stadtmühle an der heutigen Dresdner Straße, diese gehörte damals zum Vorwerk Rödershausen. Die Tributforderungen waren erheblich, auch wurde geplündert.

### 1486 bis 1900

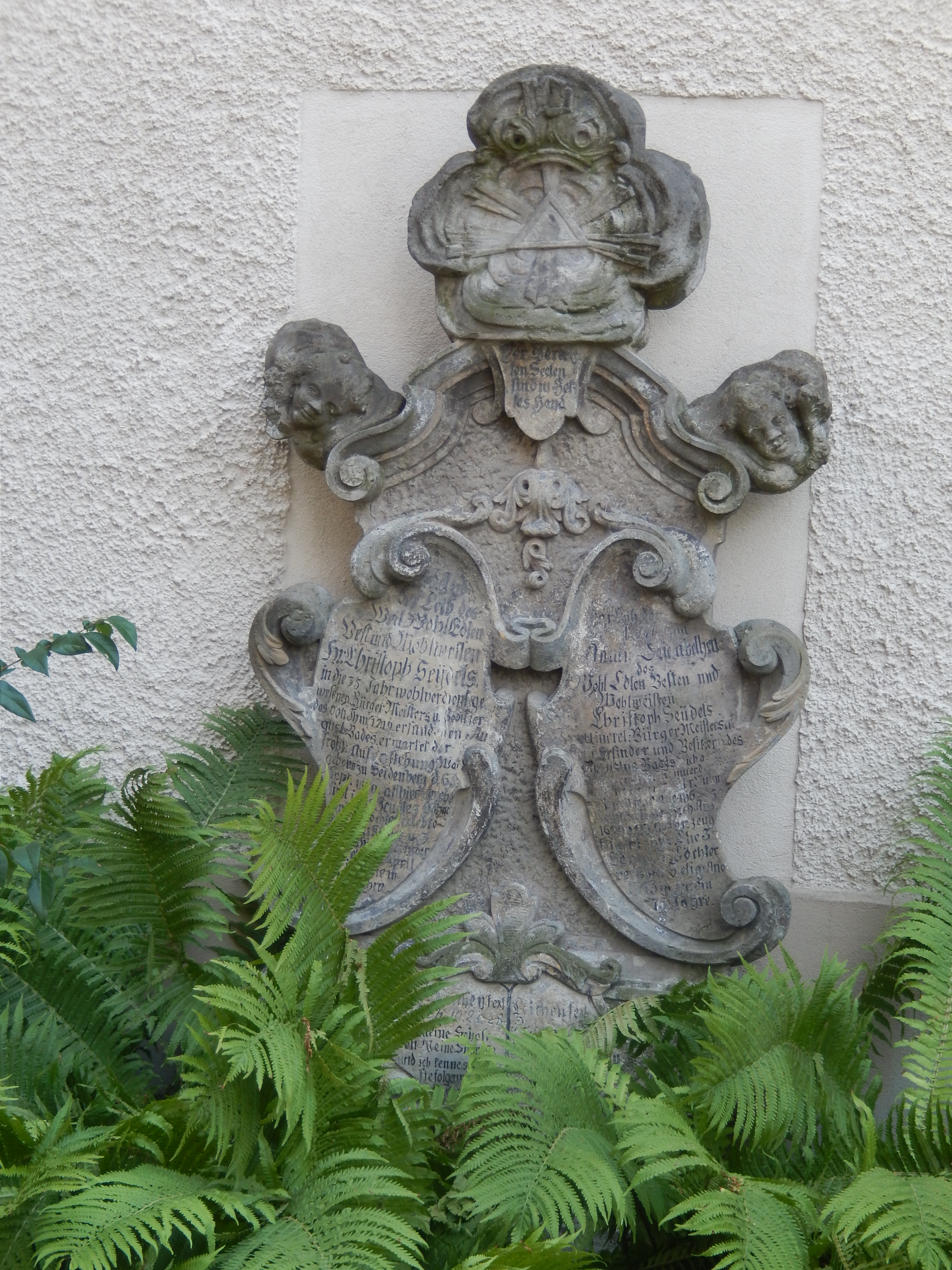
Grabplatte der Familie Christoph Seydel von 1747

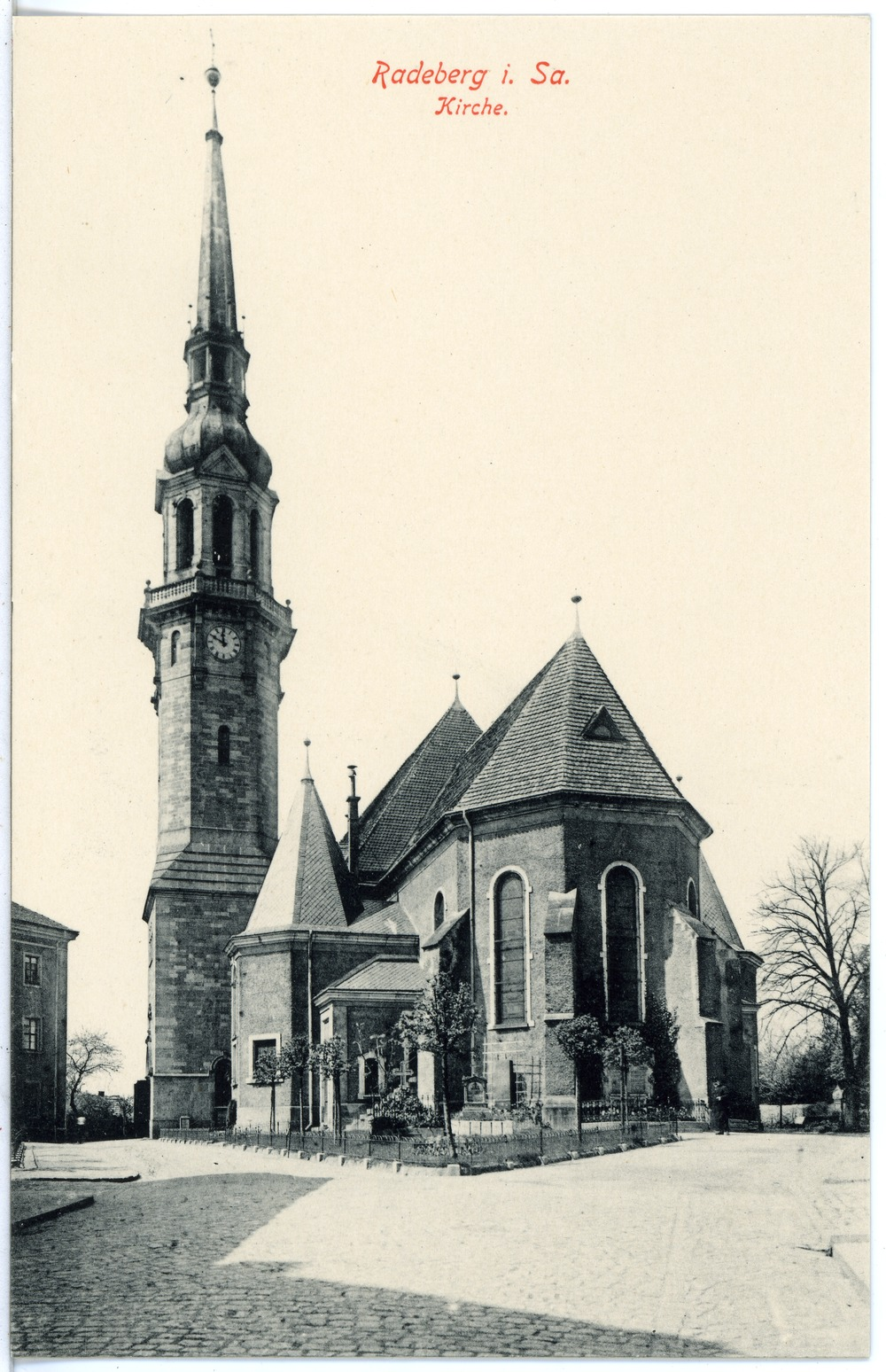
Außenansicht um 1900

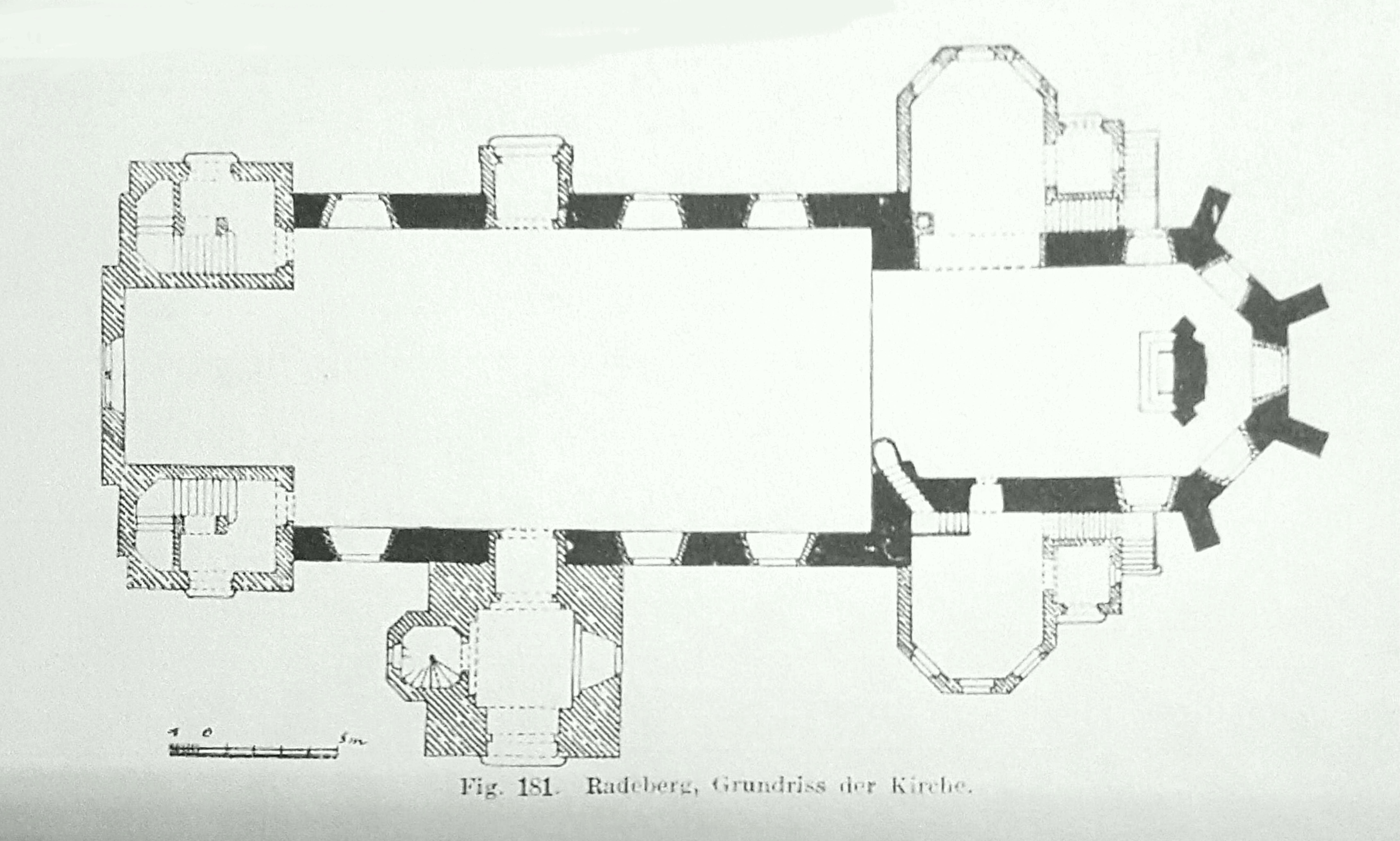
Grundriss um 1900

Im Jahr 1486 erfolgte die Grundsteinlegung für ein steinernes Gotteshaus, das bereits im Jahr 1498 vollendet wurde. Die hohe Turmspitze wurde im Jahr 1611 wegen Baufälligkeit abgebrochen und durch eine neue Turmbekrönung aus einer flachen, abgestumpften Haube mit Schieferdeckung ersetzt. Beim Stadtbrand am 13. Juli 1714 brannte das Innere der Kirche aus, und es erfolgte nur eine zögerliche Wiederinstandsetzung, es fehlten die finanziellen Mittel. Bei diesem Stadtbrand wurden 108 Wohnhäuser, 5 Malz- und Brauhäuser, 15 Scheunen, Schule, 2 Diakonatsgebäude, Rathaus und Kirche samt Turm zerstört. Der Wiederaufbau erfolgte wegen fehlenden Baumaterials und Geldes schrittweise. Auf der Suche nach Baumaterial fand der damalige Radeberger Bürgermeister Christoph Seydel in den ehemaligen Bergwerksstollen des Tannengrunds nördlich von Radeberg kein Baumaterial, dafür aber ergiebige Quellen mit heilkräftigem Wasser, das die Basis für das Augustusbad wurde.
Die vom Pulsnitzer Orgelbaumeister Johann Gottlob Ziegler errichtete und bereits 1726 eingeweihte Orgel spendete der Radeberger Amtsschreiber Johann George Tretzsch. Den Taufstein (ebenfalls von Johann George Tretzsch mitfinanziert) und die Kanzel schuf der Dresdner Bildhauer Johann Christian Feige. Das aus Englischem Zinn gegossene Taufbecken hatte die Witwe des General-Accise-Inspektors Kauderbach finanziert. Am 10. Dezember 1730 erfolgte schließlich die Weihe der vollendeten Kirche Zum Heiligen Namen Gottes durch den Superintendenten der Dresdner Frauenkirche, Valentin Ernst Löscher.
Im Jahr 1741 erlitt die Kirche erneut erhebliche Brandschäden, als große Teile der Stadt zu Asche wurden. Dabei wurden die Archivakten vernichtet. Erst im Jahr 1743 konnte ein Notdach die Kirche vor dem weiteren Verfall sichern. Wieder gab es finanzielle Schwierigkeiten beim Wiederaufbau. Durch Spenden und private Kostenübernahme gelang es, die Kirche zu erneuern. Die Orgel spendete der Amtsschreiber Tretzsch. Im Jahr 1770 wurde der etwas niedriger gehaltene Turm fertiggestellt. Die alte dunkle Butzenscheibenverglasung wurde im Jahr 1805 durch Tafelglas ersetzt. Somit erstrahlte das Innere der Kirche in einer neuen Helligkeit.
Einen neuen Innen- und Außenputz erhielt die Kirche im Jahr 1808 durch ortsansässige Handwerker. Im Jahr 1850 wurde die Orgel durch ein neues Instrument ersetzt.
Der aus Radeberg stammende Maler Erhard Ludewig Winterstein fertigte 1885 ein neues Altarbild „Der Auferstandene“ an, das aus Spenden Radeberger Frauen finanziert wurde. Zum Oster-Gottesdienst am 5. April 1885 wurde dieses überlebensgroße Gemälde in den Altar integriert.
Ein Kirchturm-Bauverein wurde im Jahr 1866 gegründet. Nachdem genügend Gelder gesammelt worden waren, begann im Jahr 1886 der Turmneubau. Dazu wählte man denselben Standort wie beim alten Turm südlich vom Kirchenschiff und errichtete einen 61 Meter hohen repräsentativen Turm mit Glockenstube und Läutewerk, Uhrwerk und Aussichtsumgang in 27 Metern Höhe. Die Gesamthöhe bis zur Turmkreuz-Spitze beträgt 62,62 Meter. Alle Bauarbeiten wurden vom Radeberger Baumeister Alwin Würdig ausgeführt.
Neben dem Turmneubau wurden wiederholt Um- und Anbauten an der Kirche und eine grundlegende Erneuerung durchgeführt. Dabei wurde das Kirchenschiff um sieben Meter nach Westen hin verlängert. Die Pläne dazu stammten von den Leipziger Architekten Georg Weidenbach und Anton Käppler. 1887/1888 wurden nach Vorlagen des Dresdner Malers Christian W. Anemüller fünf neue Glasfenster mit Motiven der Evangelisten und einem schwebenden Engel angefertigt, gestiftet von vier Radeberger Unternehmer-Familien sowie ehemaligen Radeberger Bürgern und deshalb „Stifterfenster“ genannt. Anstelle des im Rahmen der Erneuerungsarbeiten abgebrochenen Barock-Altars wurde ein vom Leipziger Kunsttischler Arnemann angefertigter neuer Altar aufgestellt. Zusammen mit dem Altar-Gemälde von Winterstein bildete dieser neue Altar bis zur Instandsetzung und Modernisierung der gesamten Kirche ab 1970 den Mittelpunkt des Chors.
Nach der Fertigstellung der Erneuerungsarbeiten wurde das Kirchengebäude am 18. November 1888 geweiht. Es bot nun 814 Sitzplätze. Im Jahr 1889 war der Turmneubau vollzogen und am 16. Juni 1889 erfolgte die Weihe. Gleichzeitig wurden eine neue Heizungsanlage und eine Gasbeleuchtung installiert. Die Kosten für alle Arbeiten betrugen 79.000 Mark.

### 1907 bis 1945
In der Zeit vom 27. Mai bis 7. September 1907 erfolgte eine Innenrenovierung der Kirche. Dabei wurden die Malerei an der Decke, an der Kanzel, am Taufstein, im Altarraum, in der Sakristei und in der Vorhalle vom Dresdner Maler und Restaurator Paul Rößler ausgeführt. Die übrigen Malerarbeiten führten einheimische Handwerker aus, wie Baumeister Petrich und Malermeister Nympsch. Zum Erntedankfest am 8. September 1907 wurde mit einer besonders feierlichen Predigt vom Superintendenten Kaiser die gottesdienstliche Nutzung wieder aufgenommen. Gleichzeitig wurde die Orgel vom Dresdner Orgelbaumeister Jahn (junior) auf 34 Register erweitert. Im Kriegsjahr 1917 mussten drei der größeren Glocken als Metallspende abgegeben werden. Während des Zweiten Weltkriegs wurden 1942 wiederum die drei inzwischen ergänzten Glocken für Rüstungszwecke eingeschmolzen.

### 1946 bis 1989
Die neuen Machthaber nach dem Zweiten Weltkrieg hatten wenig Interesse an der Kirche, und doch wurde im Jahr 1956 nach größeren Stürmen die dabei abgeknickte Turmspitze mit der Turmkugel und dem darauf befindlichen Kreuz erneuert. Neue Glocken wurden im Jahr 1956 installiert und im Jahr 1957 feierlich geweiht. Inzwischen machten sich weitere Bauschäden auf Grund mangelnder Instandhaltung und Bauwerkspflege bemerkbar. Im Jahr 1966 stellte der Baugutachter, der kirchliche Baupfleger Möller, erheblichen Schwammbefall und weitere gravierende Schäden fest. Im Jahr 1969 begannen einige Sicherungsmaßnahmen. Eindringende Nässe trug erheblich zur Hausschwammbildung bei, bedrohte das hölzerne Inventar und ließ den Einsturz der Kirche voraus ahnen. Im Jahr 1970 wurde mit der Schwammsanierung am Dachtragwerk und des dazugehörigen Mauerwerkes begonnen. Die Orgel musste komplett ausgebaut werden und die anderen Holzteile wurden geborgen und restauriert. Der Zustand war dermaßen schlecht, dass auf eine Wiederherstellung des historischen Gesamtvorbildes verzichtet wurde. Die sozialistische Mangelwirtschaft und das Fehlen staatlicher Unterstützung waren dabei ausschlaggebend. Zudem fehlten die Mittel, so dass der Kirchenvorstand sich für eine vereinfachte Form entschied. Somit entfielen auch die zweite Empore, die Fenster im Chorbereich und das Deckengemälde. Beim Rückbau des Altaraufbaues fiel dieser beim Abnehmen des Altarbildes in sich zusammen. Das Dachtragwerk und die Dacheindeckung wurden umfangreich erneuert. Die Kirche erhielt einen neuen Außenputz. Im Inneren wurde der Altar erneuert, der Altarraum erhielt neue farbige Fenster nach Entwürfen des Künstlers Werner Juza aus Wachau und die Kanzel und der Taufstein wurden restauriert. Mit großer Anteilnahme und aktiver Unterstützung der Gemeindemitglieder konnten diese Maßnahmen erfolgreich durchgeführt werden. Am 6. Juni 1971 fand die Weihe der instandgesetzten Kirche statt. In der Folgezeit verschlechterte sich der Zustand der Orgel. Eine neue Orgel aus der Kirche in Hohnstein wurde erweitert und von Hermann Eule Orgelbau Bautzen im Jahr 1975 installiert; die Orgelweihe erfolgte am 4. Oktober 1975. Da bei den Instandhaltungsmaßnahmen nur das Nötigste repariert werden konnte, machten sich um 1980 Bauschäden am Sandsteinmauerwerk an Gebäude und Turm bemerkbar. Im selben Jahr stellte ein Baugutachten erhebliche Schäden an der Turmbalustrade fest. Es erfolgten vorläufige Sicherungsmaßnahmen. Erst ein Jahr später konnte die Firma Irmisch aus Radeberg die Schäden beheben. Die verwitterten Sandsteine wurden durch Betonteile ersetzt.

### Gegenwart

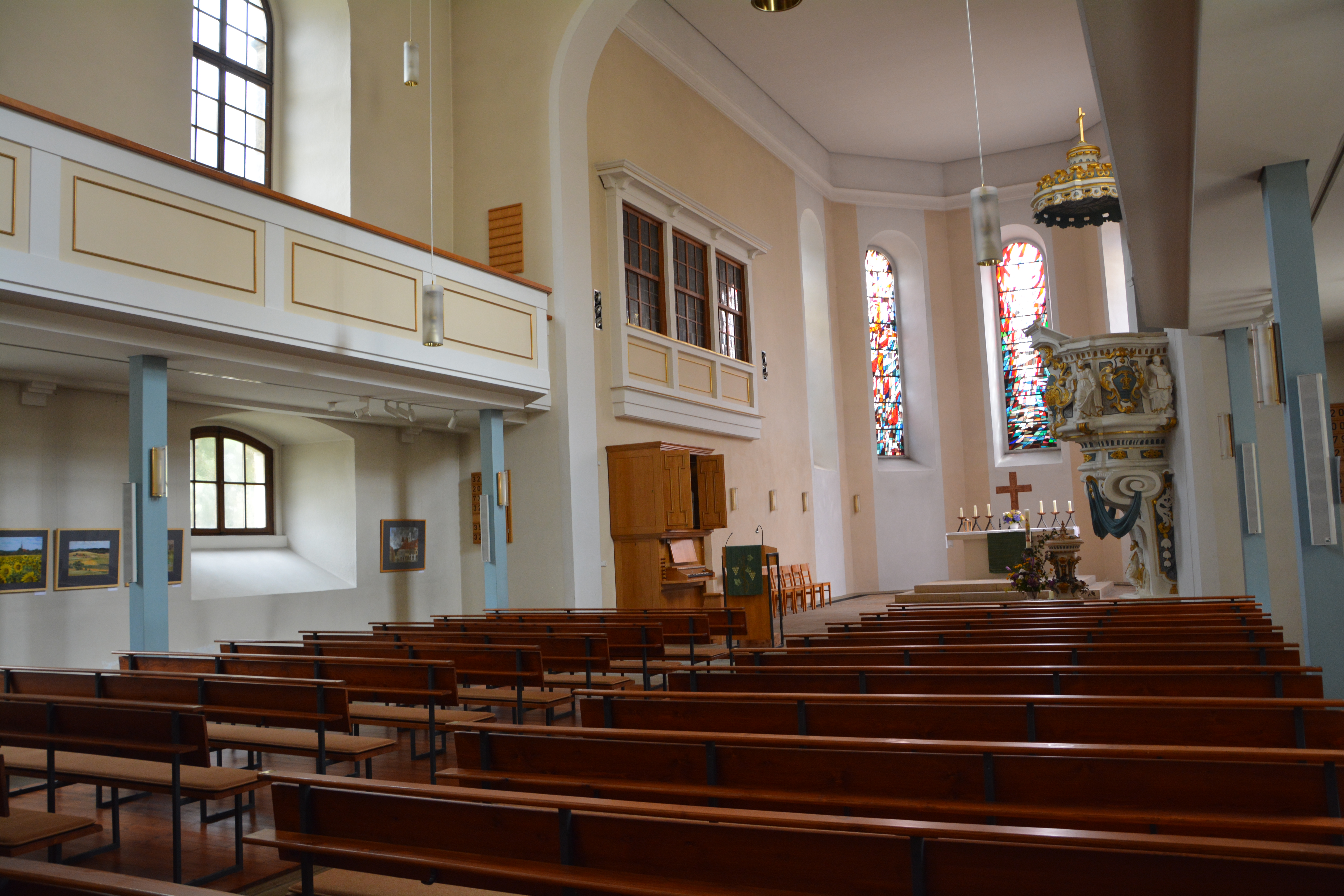
Innenansicht

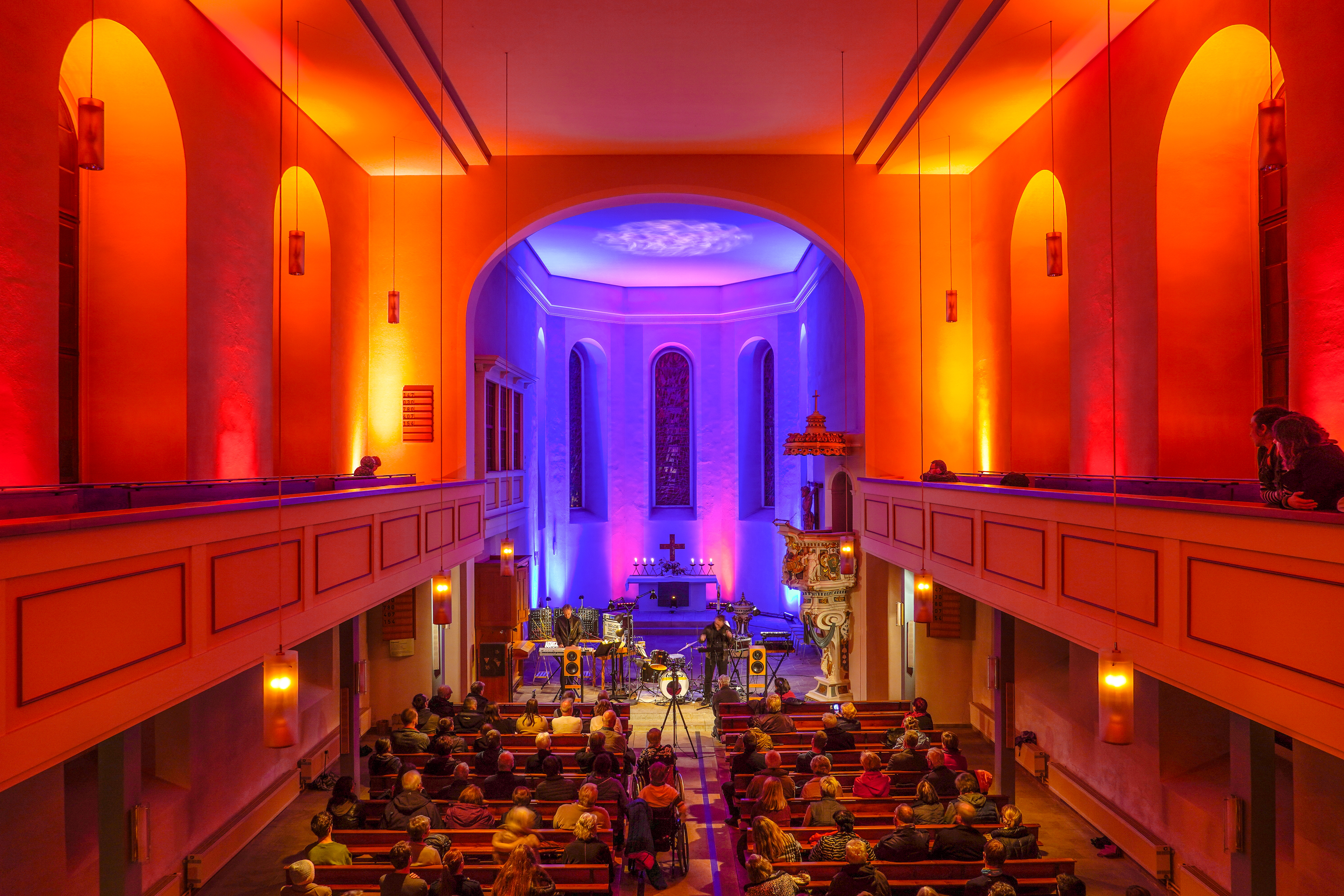
Benefizkonzert im November 2022

Im Altarraum der Kirche wurde im Jahr 1990 ein neues Orgelpositiv von der Firma Wünning aus Großolbersdorf im Erzgebirge aufgestellt. 1991 sind bei einer Inspektion wiederum Schäden am Turm festgestellt und 1992 mittels alpiner Technik genauer untersucht worden. Der Einbau einer modernen Gasheizung erfolgte im Jahr 1993. Ein neuer Kirchturm-Bauverein gründete sich am 13. Juni 1995, zum Erhalt des Wahrzeichens der Stadt, des weithin sichtbaren Kirchturms. Im Jahr 1996 wurde der Kirchturm umfassend saniert und instand gesetzt. Dabei erfolgte eine totale Sandsteinsanierung, einschließlich der Tragekonstruktion. Ein neuer Glockenstuhl, Schallluken und die Installation von zwei neuen Bronzeglocken waren notwendig. Auch das Turmuhrwerk, die Zifferblätter und Zeiger wurden restauriert. Die Gesamtkosten für die Turminstandsetzung betrugen 1,7 Millionen DM. Am 13. September 1998 waren die Arbeiten am Turm beendet. Die Außenanlagen konnten im Jahr 2001 neu gestaltet und hergestellt werden. 30 Jahre nach der letzten Werterhaltung der Kirche und der Erneuerung des Turmes waren eine erneute umfassende Dachinstandsetzung und eine Innenraumsanierung erforderlich. Mit Hilfe des Stadtrates und staatlicher Unterstützung konnten die finanziellen Mittel bereitgestellt werden. Die Erneuerungen erfolgten im Zuge der Stadtsanierung, dazu beschloss der Stadtrat im Dezember 2001 das Vorhaben mit 80 % zu fördern und steuerte 655.000 Euro an Unterstützung bei. Von der Landeskirche Sachsen wurden 126.000 Euro bereitgestellt, und den Restbetrag von 90.000 Euro stellte der Eigenanteil der Gemeinde dar. Die Leitung und Planung der Sanierung übernahm das Architektenbüro Lorenz & Ruschovy aus Langebrück. Im Jahr 2002 erfolgten die Arbeiten am Dach mit dem Tragwerk und der Eindeckung mit Schieferschindeln. Ebenfalls wurde ein neuer Außenputz erstellt. Diesmal sind keine Aluminiumbleche und Rohre eingebaut worden, sondern in alter Tradition kam Kupferblech zum Einsatz. Um den verschiedenen Ansprüchen und Wünschen einer Innenraumsanierung gerecht zu werden, entschloss sich der Kirchenvorstand für eine Ausschreibung. Sodann wurde der Entwurf des Ingenieurbüros Helm für gut befunden und umgesetzt. Schwerpunkte waren die farbliche Gliederung des Altarraumes, Gestaltung der Decke und Wandflächen und eine Neugestaltung des Fußbodens. In der Zeit von 2003 bis 2004 wurden die Arbeiten ausgeführt. Am 9. Mai 2004 erfolgte die feierliche Wiedereinweihung der Kirche. Im Jahr 2005 wurde eine Generalüberholung der Orgel durch die Firma Orgelbau Waltershausen durchgeführt.

## Ausstattung

### Türbogen

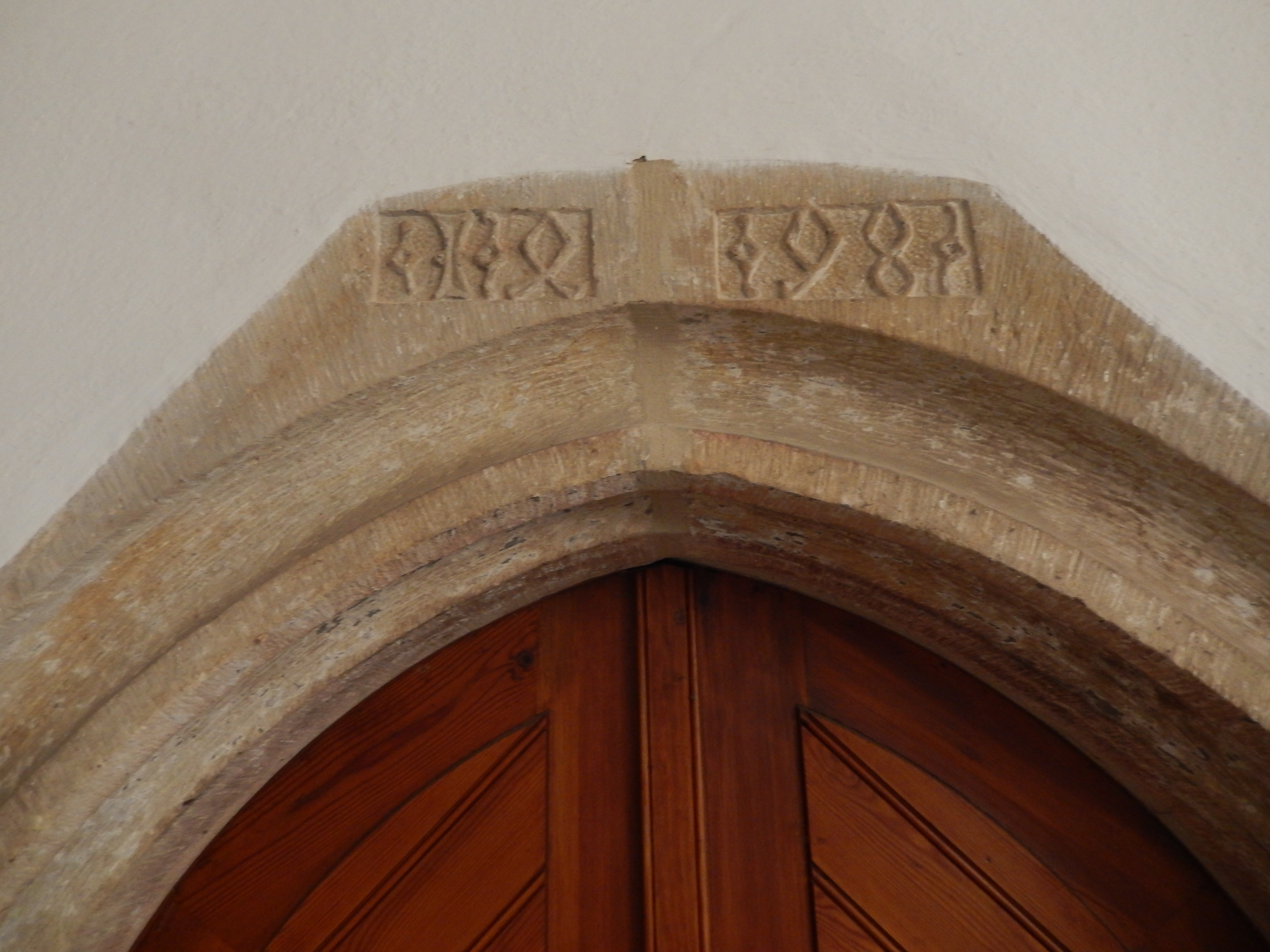
Gotisches Spitzbogenportal mit der Jahreszahl 1498

Eines der ältesten Teile der Kirche ist ein überlieferter im Inneren eingemauerter Türbogen aus Sandstein eines gotischen Spitzbogenportals mit der Jahreszahl 1498, der Vollendung des ersten urkundlichen Kirchenbaues. Es stammt aus der Vorgängerkirche und wurde in das Innere verlegt, dadurch ist es in einem sehr guten Zustand erhalten geblieben.

### Taufstein
Der Taufstein ist ein Werk des Dresdner Bildhauers Johann Christian Feige und wurde 1730 aus Sandstein erschaffen. In seiner Grundform ein achteckiger mit Ornamenten und Dekorverzierungen geschmücktes barockes Werk, fein detailliert biblische Szenen darstellend. Das Taufbecken ist aus getriebenem Kupferblech und wurde vergoldet. Im Boden ist ein Relief eingearbeitet, Adam und Eva im Paradies und den Baum des Lebens darstellend. Das Taufbecken ist der Spende der Witwe des Generalaecisinspektors Kauderbach zu verdanken. Der Deckel des Taufsteines ist ebenfalls reich verziert. Der Taufstein ist durch Spenden von Amtsschreiber Johann Georg Tretzsch und Posamentenfabrikant Christian Thomas finanziert worden.

### Kanzel

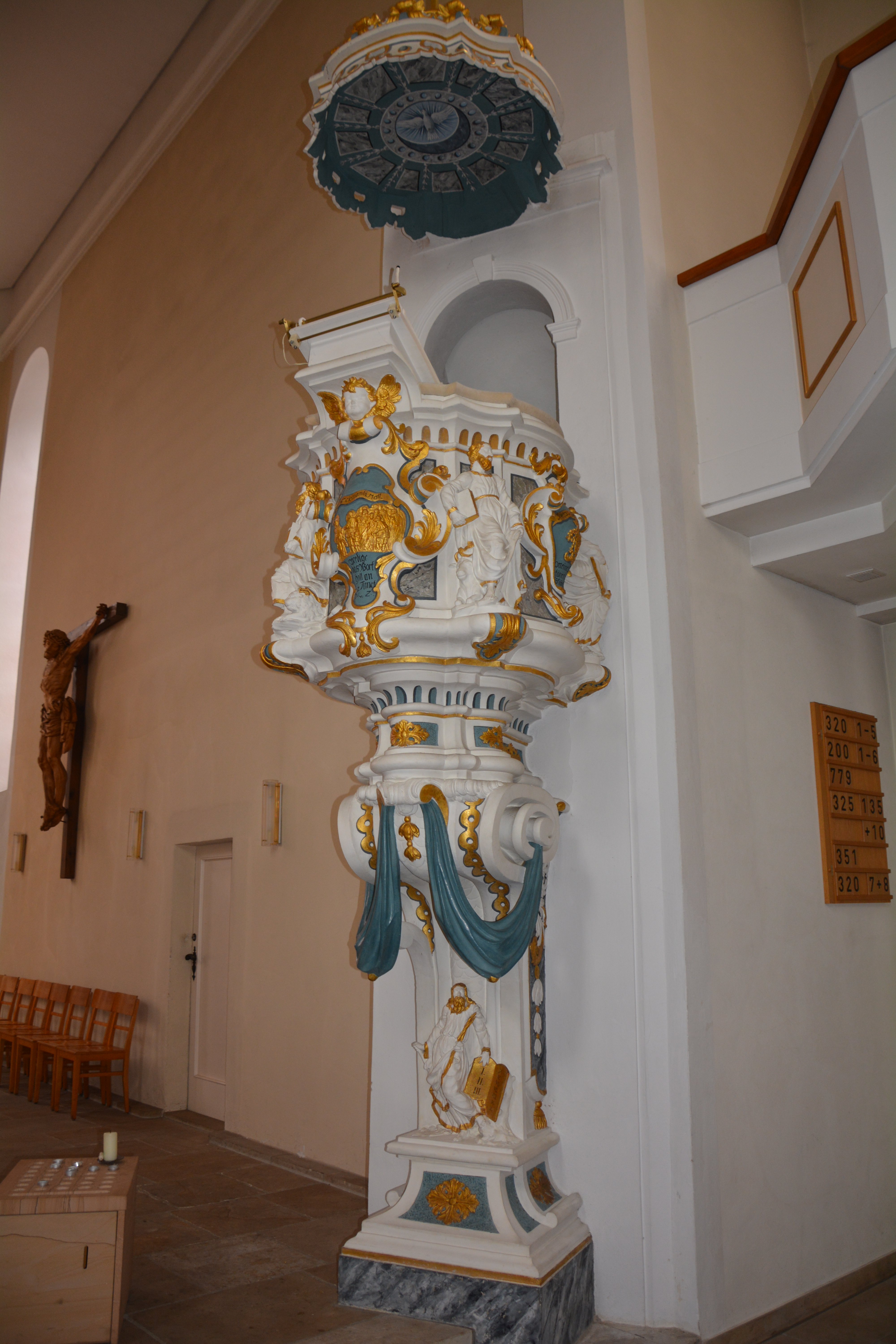
Kanzel von 1730

Vom Dresdner Bildhauer Johann Christian Feige wurde 1730 aus Sandstein auch die Kanzel erschaffen. Christliche Szenen und Motive sind im feinsten Detail ausgestaltet. Besonders hervorzuheben sind die Darstellungen der vier Evangelisten Johannes mit einem Adler, Matthäus mit einem geflügelten Menschen, Lukas mit einem Stier und Markus mit einem Löwen. Der krönende Schalldeckel bildet den Abschluss der Kanzel. Der Altar wurde von neun Radeberger Bürgern für 450 Taler und die Kanzel für 400 Taler von Heinrich Gerhardt (Registrator zu Dresden) gespendet.

### Orgel

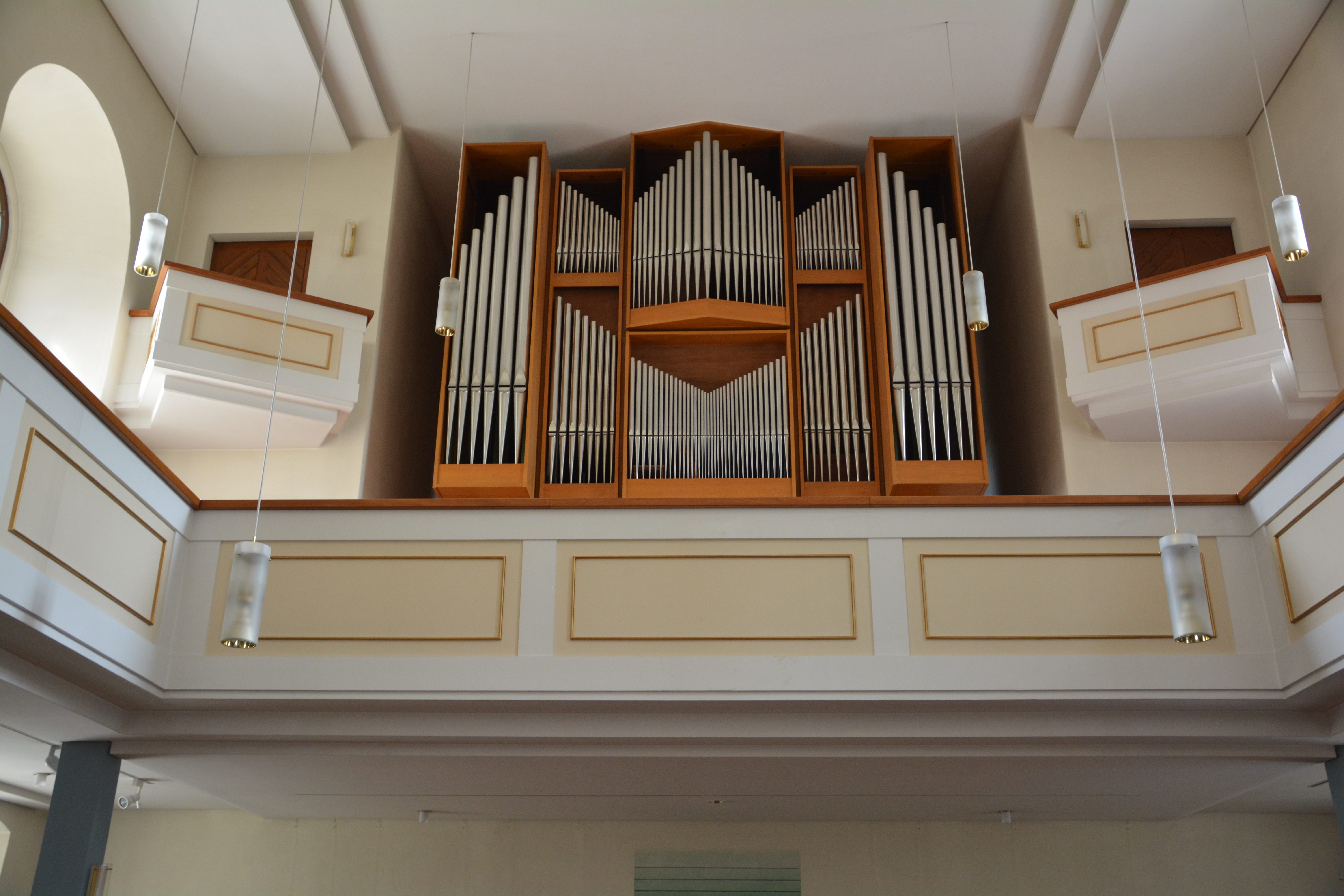
Orgel

Die wechselhafte Geschichte der Kirche trifft auch auf die Orgel zu. Von der Orgel der Kirche aus dem 15. Jahrhundert war nichts in Erfahrung zu bringen. Mit dem Wiederaufbau der Kirche nach dem Stadtbrand von 1714 stiftete der Amtsschreiber Johann Georg Tretzsch eine neue Orgel mit achtzehn Registern auf zwei Manualen und Pedal vom Organisten und Orgelbauer Johann Gottlieb Ziegler (1680–1735) aus Pulsnitz. Nach 120 Jahren installierte der Dresdner Orgelbauer Friedrich Jahn ein neues Instrument. Die Orgel mit nunmehr achtundzwanzig Registern auf zwei Manualen und Pedal kostete 2000 Taler. Dieses Instrument wurde in der Folgezeit mehrfach erweitert (auf 34 Register) und renoviert, umgebaut und modernisiert (Pneumatik). Im Jahr 1970 erfolgte eine dringende Sanierung, dabei wurde die durch Nässeeinwirkung stark in Mitleidenschaft gezogene Orgel ausgebaut. Aus Teilen einer Orgel aus der Kirche in Hohnstein (Herbig-Orgel) und Teilen der Jahnorgel installierte die Firma Hermann Eule Orgelbau Bautzen ein neues zweimanualiges Instrument mit 27 Registern mit mechanischer Traktur sowie 1800 Orgelpfeifen. Der Prospekt entstand in der Werkstatt der Radeberger Tischlerei Schmidt.

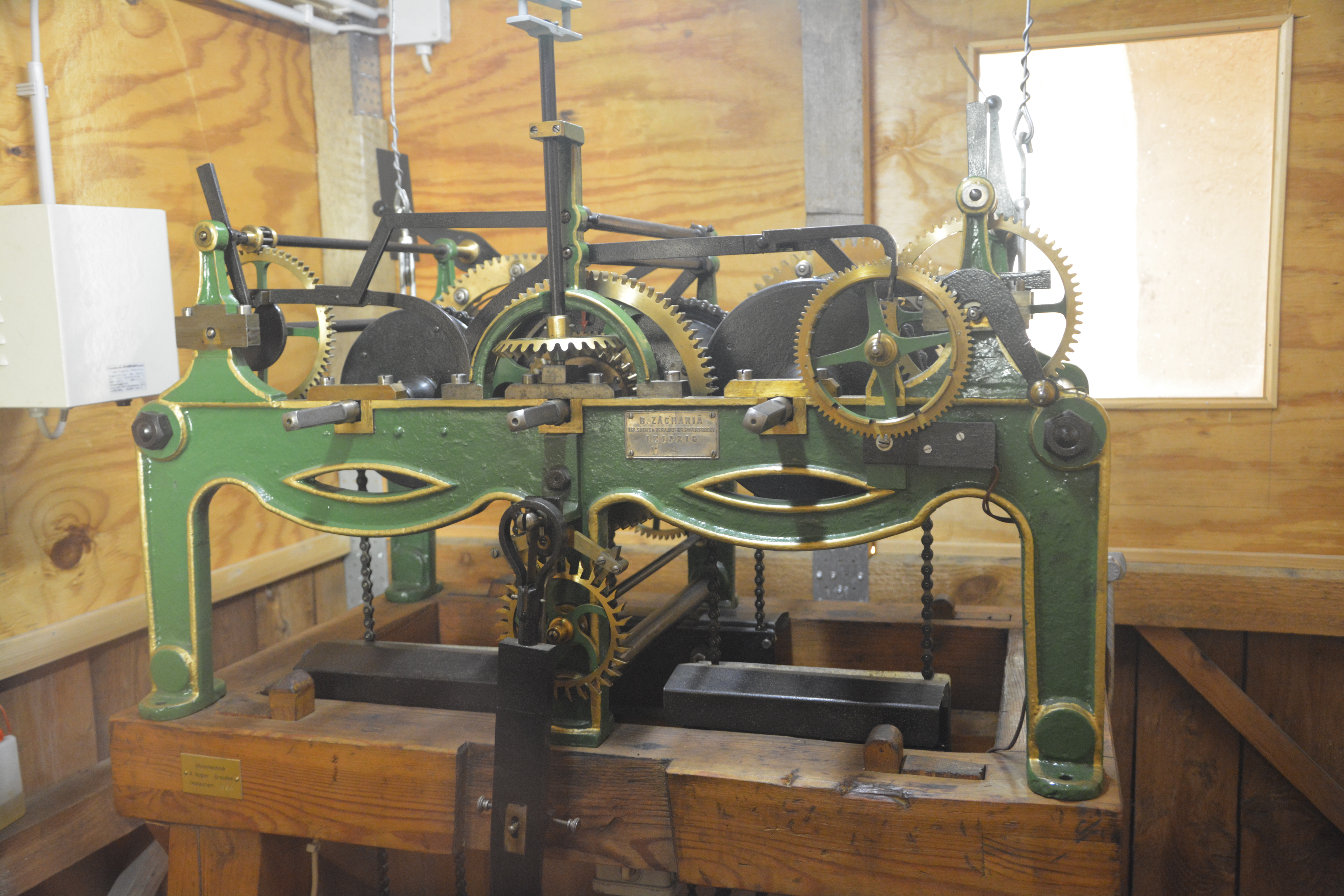
Glockenschlagwerk

| I Hauptwerk C–f3 |             |       |
| 1.               | Quintadena  | 16′   |
| 2.               | Prinzipal   | 8′    |
| 3.               | Rohrflöte   | 8′    |
| 4.               | Octave      | 4′    |
| 5.               | Spitzflöte  | 4′    |
| 6.               | Quinte      | 2 ⁄3′ |
| 7.               | Octave      | 2′    |
| 8.               | Blockflöte  | 2′    |
| 9.               | Kornett III |       |
| 10.              | Mixtur IV   |       |
| 11.              | Trompete    | 8′    |

| II Schwellwerk C–f3 |                  |        |
| 12.                 | Prinzipal        | 8′     |
| 13.                 | Lieblich Gedackt | 8′     |
| 14.                 | Gemshorn         | 8′     |
| 15.                 | Hohlflöte        | 4′     |
| 16.                 | Oktave           | 2′     |
| 17.                 | Terz             | 1 3⁄5′ |
| 18.                 | Sifflöte         | 1 ⁄3′  |
| 19.                 | Scharf IV        |        |
| 20.                 | Oboe             | 8′     |

| Pedal C–f1 |                |     |
| 21.        | Principalbass  | 16′ |
| 22.        | Subbass        | 16′ |
| 23.        | Oktavbass      | 8′  |
| 24.        | Gedacktbass    | 8′  |
| 25.        | Choralbass III |     |
| 26.        | Zink III       |     |
| 27.        | Posaune        | 16′ |

- Koppeln: II/I, I/P, II/P

## Geläut

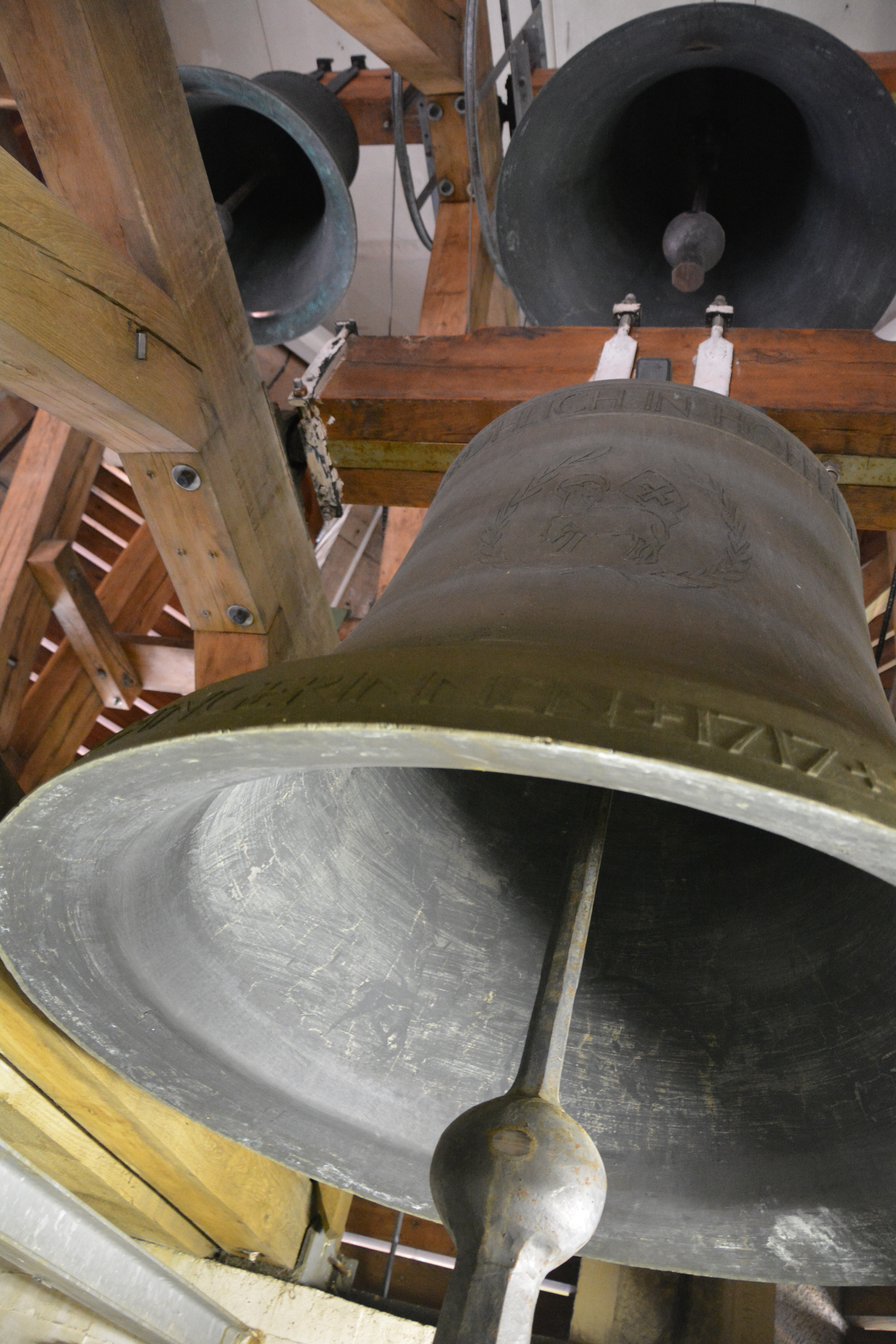
Glockengeläut

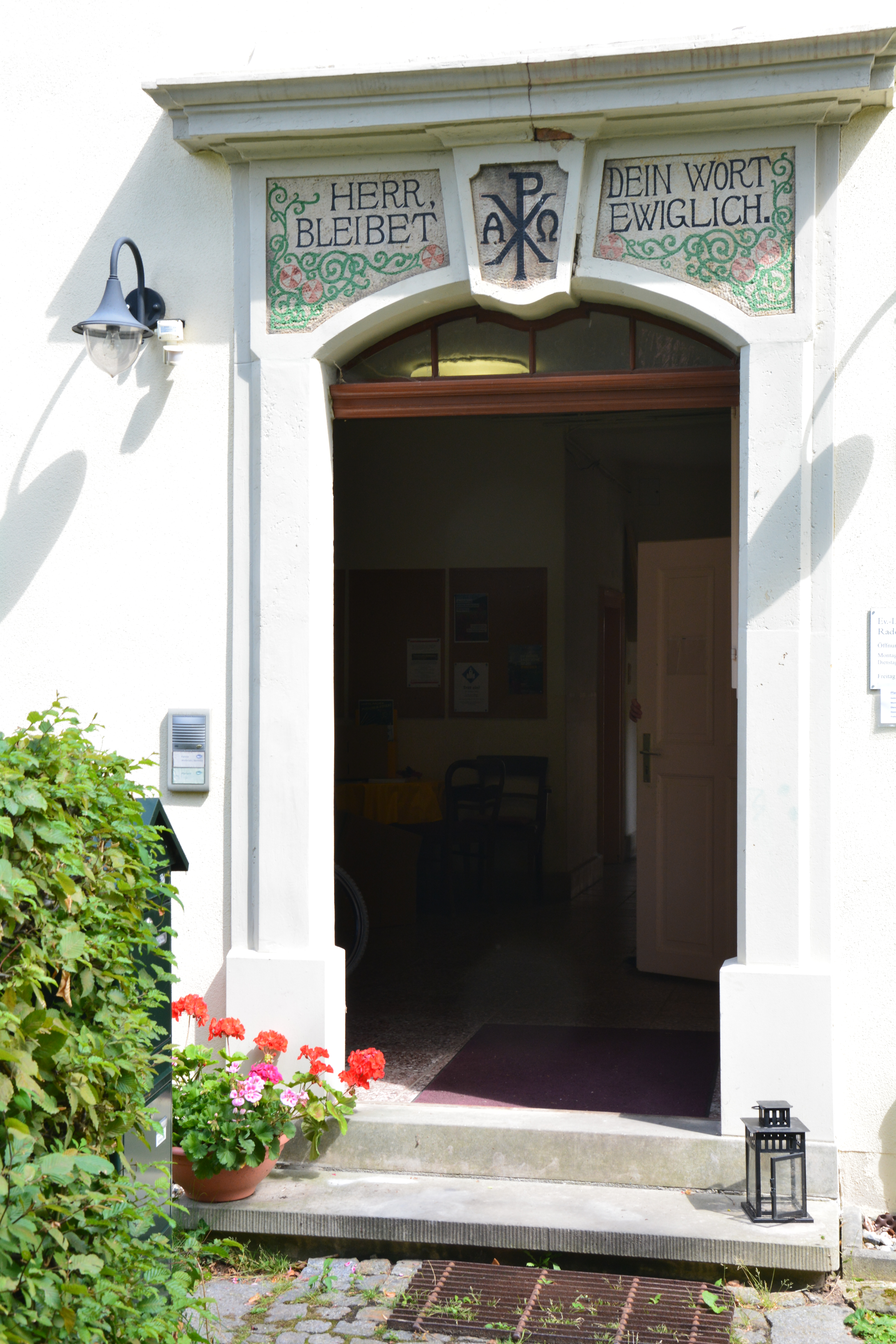
Pfarramt, Eingangsportal

Mit dem Wiederaufbau der Kirche nach dem Stadtbrand von 1714 stiftete im Jahr 1725 der Dresdner Hofrat Gottfried Heinrich Boetz (Bötz) ein neues Bronzegeläut. Die große Glocke hatte die Inschrift: Jubila Fert Campana sonaus Reteunte Luthero. Dabei wurden Bronzereste vom alten Geläut vom Glockengießer Michael Weinhold aus Dresden verwendet, ebenso wie für die beiden anderen Glocken des Geläutes.
Im Folgenden eine Datenübersicht:
| Nr. | Name            | Gussjahr | Gießer                    | Masse  | Schlagton | Material |
| --- | --------------- | -------- | ------------------------- | ------ | --------- | -------- |
| 1   | Kleine Glocke   | 1717     | Michael Weinhold, Dresden | 680 kg | a′        | Bronze   |
| 1.1 | Kleine Glocke   | 1790     | unbekannt                 | 242 kg | a′        | Bronze   |
| 2   | Mittlere Glocke | 1724     | Michael Weinhold, Dresden | 920 kg | fis′      | Bronze   |
| 3   | Große Glocke    | 1717     | Michael Weinhold, Dresden | 1460   | d′        | Bronze   |

Die kleine Glocke zersprang beim Läuten im Jahr 1789 und wurde durch eine neue ersetzt. Mit der Ersatzglocke war der Klang unharmonisch geworden und im Jahr 1848 zersprang die große Glocke, so entschloss sich der Kirchenrat im Jahr 1850, zwei neue Bronze-Glocken anzuschaffen, denen 1889 eine weitere Glocke folgte.
Geläut 1850:
| Nr. | Name            | Gussjahr | Gießer                         | Durchmesser | Masse   | Schlagton | Material |
| --- | --------------- | -------- | ------------------------------ | ----------- | ------- | --------- | -------- |
| 1   | Kleine Glocke   | 1717     | Michael Weinhold, Dresden      | unbekannt   | 680 kg  | a′        | Bronze   |
| 2   | Mittlere Glocke | 1850     | Johann Gotthelf Große, Dresden | 1000 mm     | 540 kg  | gis′      | Bronze   |
| 3   | Große Glocke    | 1850     | Johann Gotthelf Große, Dresden | 1240 mm     | 1080 kg | es′       | Bronze   |
| 4   | Große Glocke    | 1889     | Johann Gotthelf Große, Dresden | 1500 mm     | 1530 kg | c′        | Bronze   |

Außer der kleinen Glocke von 1717 wurden diese Glocken im Ersten Weltkrieg für Rüstungszwecke eingezogen. Im Jahr 1921 wurde die verbliebene Glocke durch drei neue Bronzeglocken der Gießerei Carl Albert Bierling ergänzt.
Geläut 1921:
| Glocke | Name            | Gussjahr | Gießer                      | Durchmesser | Masse  | Schlagton | Material |
| ------ | --------------- | -------- | --------------------------- | ----------- | ------ | --------- | -------- |
| 1      | Kleine Glocke   | 1921     | C. Albert Bierling, Dresden | 821 mm      | 308 kg | b′        | Bronze   |
| 2      | Mittlere Glocke | 1717     | Michael Weinhold, Dresden   | unbekannt   | 680 kg | a′        | Bronze   |
| 3      | Große Glocke    | 1921     | C. Albert Bierling, Dresden | 1000 mm     | 505 kg | g′        | Bronze   |
| 4      | Große Glocke    | 1921     | C. Albert Bierling, Dresden | 1250 mm     | 970 kg | es′       | Bronze   |

Das im Jahr 1921 beschaffte Bronzegeläut wurde 1942 wiederum zu Rüstungszwecken eingeschmolzen. Lediglich die b′-Glocke von Bierling verblieb im Turm. Das vierte Geläut wurde im Jahr 1957 von der Glockengießerei Otto Schilling und Gottfried Lattermann in Morgenröthe-Rautenkranz im Vogtland (Firmensitz in Apolda) aus Stahlhartguss angefertigt. Die verbliebene Bierling-Glocke wurde verkauft.
Geläut 1957:
| Glocke | Name            | Gussjahr | Gießer                                 | Masse   | Schlagton | Material  |
| ------ | --------------- | -------- | -------------------------------------- | ------- | --------- | --------- |
| 1      | Kleine Glocke   | 1957     | Glockengießerei Schilling & Lattermann | 950 kg  | c″        | Stahlguss |
| 2      | Mittlere Glocke | 1957     | Glockengießerei Schilling & Lattermann | 1010 kg | h′        | Stahlguss |
| 3      | Große Glocke    | 1957     | Glockengießerei Schilling & Lattermann | 1280 kg | gis′      | Stahlguss |
| 4      | Große Glocke    | 1957     | Glockengießerei Schilling & Lattermann | 1290 kg | f′        | Stahlguss |

Die vier Stahlglocken verursachten große Schäden am Turm, so dass das Geläut bei der Turmsanierung Ende der 1990er Jahre erneut ausgetauscht wurde. Es wurde ein dreistimmiges Geläut angeschafft, das wiederum aus Bronzeglocken besteht. Zu der zurückgekauften Bierling-Glocke von 1921 wurden zwei neue Glocken von der Glockengießerei Bachert in Karlsruhe gegossen.
Geläut seit 1997:
| Glocke | Name                | Gussjahr | Gießer   | Durchmesser | Gewicht | Schlagton | Inschrift                    |
| ------ | ------------------- | -------- | -------- | ----------- | ------- | --------- | ---------------------------- |
| 1      | Auferstehungsglocke | 1997     | Bachert  | 1180 mm     | 930 kg  | f′        | SEID FRÖHLICH IN HOFFNUNG    |
| 2      | Betglocke           | 1997     | Bachert  | 987 mm      | 534 kg  | as′       | GEDULDIG IN TRÜBSAL          |
| 3      | Taufglocke          | 1921     | Bierling | 821 mm      | 308 kg  | b′        | + HALTET + AN + AM + GEBET + |

## Neuer Kirchturm-Bauverein

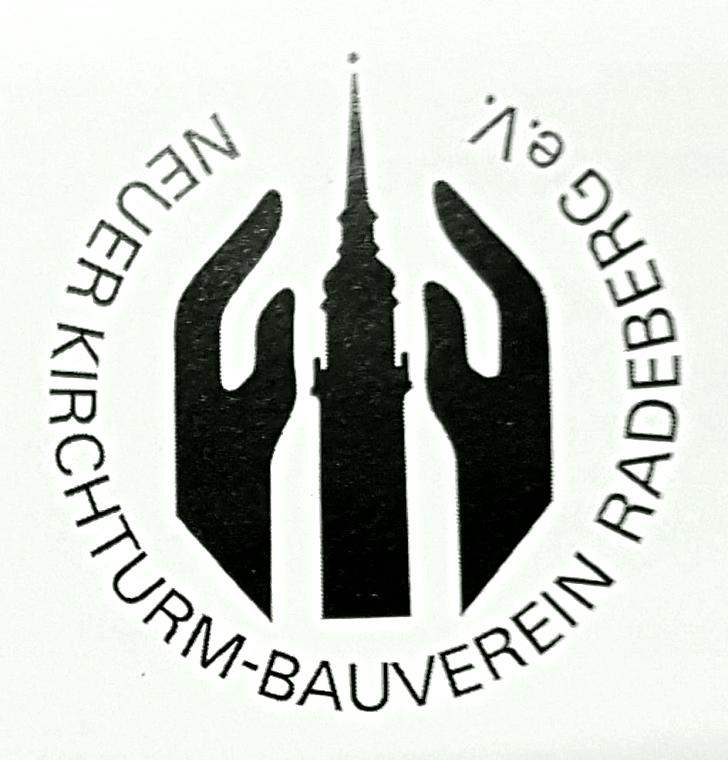
Logo des Neuen Kirchturm-Bauvereins e. V.

Der am 13. Juni 1995 gegründete Neuer Kirchturm-Bauverein e. V. besteht weiterhin. Während der am 9. April 1866 gegründete Kirchturmverein sich nach der Vollendung des Kirchturmes wieder auflöste, bleibt der neue Verein weiterhin tätig und kümmert sich weiter um die Pflege und Erhaltung des Baudenkmales. Zur damaligen Zeit wurden über 20 Jahre Spendengelder für einen neuen Turm gesammelt. Die Neugründung war notwendig, weil der über 100 Jahre alte Turm dringlichst saniert werden musste. Die 52 Mitglieder des Vereins begleiten die erforderlichen Baumaßnahmen und organisieren Spendenaktionen. Das Vereinslogo entwarf der Radeberger Grafikdesigner Wilfried Lumpe, es symbolisiert den Turm umfassende schützende Hände. Die Pflege und Sauberhaltung der Grünanlagen um das Kirchgebäude werden von der Stadt Radeberg übernommen.

## Kirchenmusik und Gesang

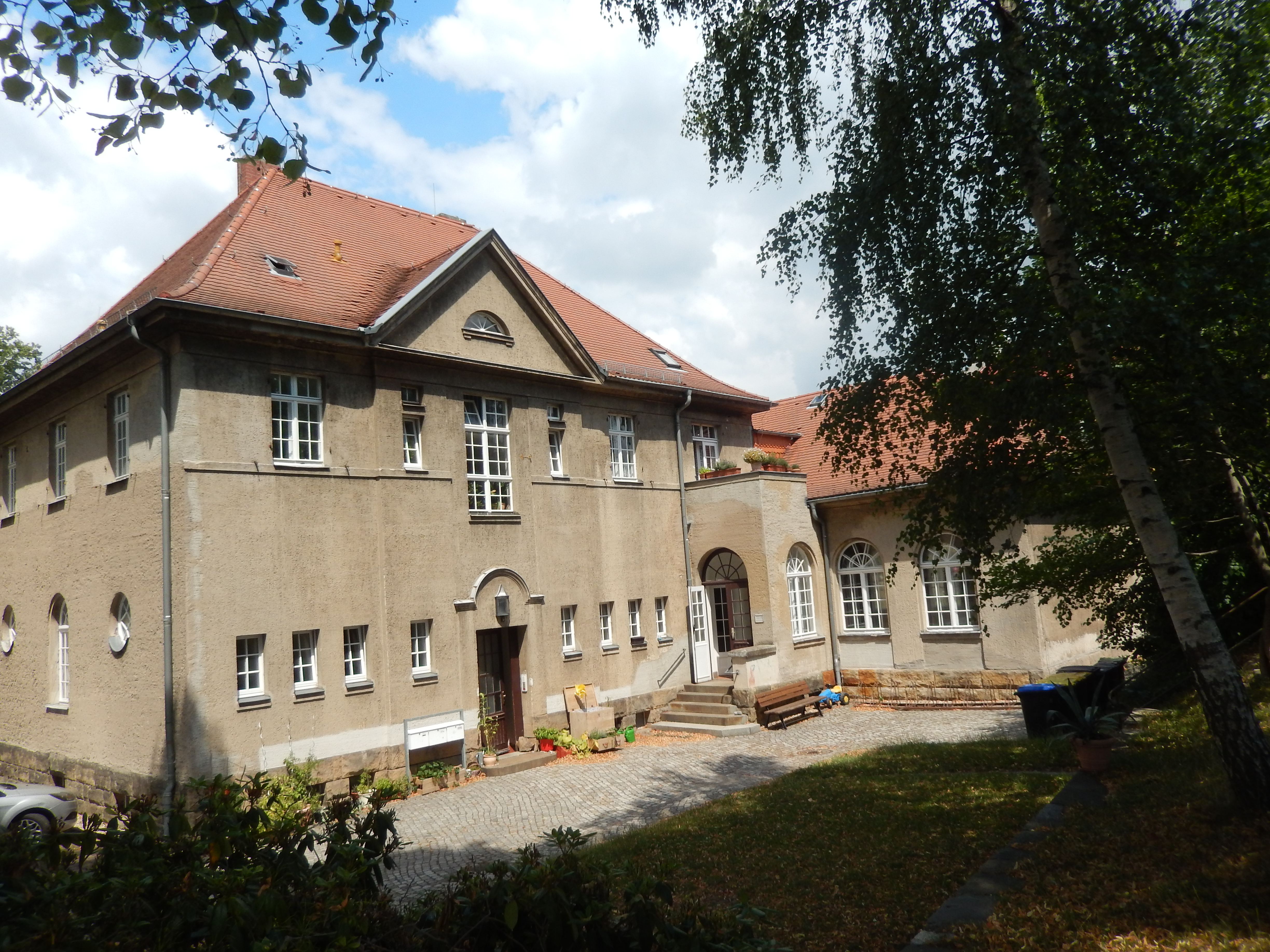
„Klanghaus“ im Gebäude des Kirchgemeindehauses

Die Pflege der Kirchenmusik und des Kirchengesanges ist ein wesentlicher Bestandteil auch des Radeberger Gemeindelebens. Bereits im 16. Jahrhundert wird urkundlich eine Cantorey genannt. Um 1555 wird der Kantor und Organist Wenzelslaus Cythatinus bei der Visitation erwähnt. Nachfolgend Johann Hentschel, welcher im Jahr 1667 die neuen Gesetze der Adjuvanten für den Kirchenchor umsetzte. Seine komponierten Werke und Notenblätter sind beim Stadtbrand 1714 vernichtet worden. Im Jahr 1791 schaffte der Kantor und Organist Johann Gotthelf Lehmann die lateinisch vorgetragenen Gesänge ab und sorgte für die Vereinheitlichung des deutschsprachigen Gesanges. In der Zeit von 1877 bis 1909 war Julius Emil Gnauk Kirchenkantor und Organist und gründete den heute noch existierenden Kirchengesangsverein. Als bedeutender Organist ist Christoph Kretzschmar (1668 bis 1690; war zugleich Kirchenvorsteher, Bürgermeister und Organist) zu nennen. Im Jahr 1797 wurde die Stelle des Organisten mit der des Mädchenschullehrers gekoppelt, von Jahr 1797 bis 1823 hatte Christian Gottlob Berger diese Ämter inne. Berger stammte aus Radeburg und war bereits seit 1785 Mädchen-Schulmeister in Radeberg. Er war, auch wegen des dadurch möglichen erhöhten Einkommens, der Initiator dieser Kopplung, die jedoch vom damaligen Bürgermeister König abgelehnt wurde und erst nach Königs Tod 1797 realisiert werden konnte. Nach Christian Gottlob Bergers Tod 1823 übte dessen Sohn Friedrich Ehregott Leberecht Berger beide Ämter bis 1829 weiter aus.
Seit nunmehr über 90 Jahren besteht ein Radeberger Posaunenchor mit derzeit 17 Mitgliedern. 2010 wurde der Verein Klanghaus gegründet, welcher mit der gleichnamigen Musikschule eng mit dem Kirchspiel Radeberger Land zusammen arbeitet.